# Albo d'oro del campionato greco di calcio
La pagina elenca le squadre vincitrici del massimo livello del campionato greco di calcio.

## Albo d'oro

### Campionato Panellenico
| Stagione        | Vincitore                                                                        | Secondo                                                                          | Terzo                                                                            | Capocannoniere |
| --------------- | -------------------------------------------------------------------------------- | -------------------------------------------------------------------------------- | -------------------------------------------------------------------------------- | --- |
| 1927-1928 (1ª)  | Arīs Salonicco (1)                                                               | Ethnikos Pireo                                                                   | Atromītos                                                                        | |
| 1928-1929       | non disputato                                                                    | non disputato                                                                    | non disputato                                                                    | non disputato |
| 1929-1930 (2ª)  | Panathīnaïkos (1)                                                                | Arīs Salonicco                                                                   | Olympiacos                                                                       | |
| 1930-1931 (3ª)  | Olympiacos (1)                                                                   | Panathīnaïkos                                                                    | Arīs Salonicco                                                                   | Kitsos (Aris Salonicco, 13 gol)                                                                                      |
| 1931-1932 (4ª)  | Arīs Salonicco (2)                                                               | Panathīnaïkos                                                                    | Apollōn Smyrnīs                                                                  | Kitsos (Aris Salonicco, 15 gol)                                                                                      |
| 1932-1933 (5ª)  | Olympiacos (2)                                                                   | AEK Atene                                                                        | Arīs Salonicco                                                                   | |
| 1933-1934 (6ª)  | Olympiacos (3)                                                                   | Īraklīs                                                                          | -                                                                                | |
| 1934-1935       | non disputato                                                                    | non disputato                                                                    | non disputato                                                                    | non disputato |
| 1935-1936 (7ª)  | Olympiacos (4)                                                                   | Panathīnaïkos                                                                    | Apollōn Smyrnīs                                                                  | Vazos (Olympiakos, 12 gol)                                                                                           |
| 1936-1937 (8ª)  | Olympiacos (5)                                                                   | PAOK                                                                             | Panathīnaïkos                                                                    | Vazos (Olympiakos, 4 gol)                                                                                            |
| 1937-1938 (9ª)  | Olympiacos (6)                                                                   | Apollōn Smyrnīs                                                                  | Arīs Salonicco                                                                   | Simeonidis (Olympiakos, 4 gol)                                                                                       |
| 1938-1939 (10ª) | AEK Atene (1)                                                                    | Īraklīs                                                                          | -                                                                                | |
| 1939-1940 (11ª) | AEK Atene (2)                                                                    | PAOK                                                                             | -                                                                                | |
| 1940-1945       | Campionati non disputati e/o non terminati a causa della Seconda Guerra Mondiale | Campionati non disputati e/o non terminati a causa della Seconda Guerra Mondiale | Campionati non disputati e/o non terminati a causa della Seconda Guerra Mondiale | Campionati non disputati e/o non terminati a causa della Seconda Guerra Mondiale                                     |
| 1945-1946 (12ª) | Arīs Salonicco (3)                                                               | AEK Atene                                                                        | Olympiacos                                                                       | Vikelidis Kleanthis (Olympiakos, 3 gol)                                                                              |
| 1946-1947 (13ª) | Olympiacos (7)                                                                   | Īraklīs                                                                          | Paniōnios                                                                        | Vazos (Olympiakos, 12 gol)                                                                                           |
| 1947-1948 (14ª) | Olympiacos (8)                                                                   | Apollōn Smyrnīs                                                                  | PAOK                                                                             | Christopoulos Stelios (Olympiakos, 3 gol)                                                                            |
| 1948-1949 (15ª) | Panathīnaïkos (2)                                                                | Olympiacos                                                                       | Arīs Salonicco                                                                   | Grigoriadis Vasilios (Aris Salonicco, 4 gol)                                                                         |
| 1949-1950       | non disputato                                                                    | non disputato                                                                    | non disputato                                                                    | non disputato |
| 1950-1951 (16ª) | Olympiacos (9)                                                                   | Paniōnios                                                                        | Īraklīs                                                                          | Christopoulos Stelios (Olympiakos), Mbembis Thanasis (Olympiakos), Darivas Jiorgos (Olympiakos, 3 gol a pari merito) |
| 1951-1952       | non disputato                                                                    | non disputato                                                                    | non disputato                                                                    | non disputato |
| 1952-1953 (17ª) | Panathīnaïkos (3)                                                                | Olympiacos                                                                       | Arīs Salonicco                                                                   | |
| 1953-1954 (18ª) | Olympiacos (10)                                                                  | Panathīnaïkos                                                                    | AEK Atene                                                                        | Christoforos-Foris Jentzis (PAOK, 7 gol)                                                                             |
| 1954-1955 (19ª) | Olympiacos (11)                                                                  | Panathīnaïkos                                                                    | Apollōn Smyrnīs                                                                  | Filippos Asimakopoulos (Panathinaikos, 8 gol)                                                                        |
| 1955-1956 (20ª) | Olympiacos (12)                                                                  | Ethnikos Pireo                                                                   | Panathīnaïkos                                                                    | Lambis Kouiroukidis (PAOK, 7 gol)                                                                                    |
| 1956-1957 (21ª) | Olympiacos (13)                                                                  | Panathīnaïkos                                                                    | Apollōn Smyrnīs                                                                  | Petros Christoforidis (Proodeutikī, 15 gol)                                                                          |
| 1957-1958 (22ª) | Olympiacos (14)                                                                  | AEK Atene                                                                        | Panathīnaïkos                                                                    | Kostas Jeorgopoulos (Panionios, 15 gol)                                                                              |
| 1958-1959 (23ª) | Olympiacos (15)                                                                  | AEK Atene                                                                        | Paniōnios                                                                        | Nestoridis Kostas (AEK Atene, 21 gol)                                                                                |

### Alpha Ethniki
| Anno            | Vincitore          | Secondo        | Terzo           | Capocannoniere                                                            |
| --------------- | ------------------ | -------------- | --------------- | ------------------------------------------------------------------------- |
| 1959-1960 (24ª) | Panathīnaïkos (4)  | AEK Atene      | Olympiacos      | Kōstas Nestoridīs (AEK) (33)                                              |
| 1960-1961 (25ª) | Panathīnaïkos (5)  | Olympiacos     | Paniōnios       | Kōstas Nestoridīs (AEK) (27)                                              |
| 1961-1962 (26ª) | Panathīnaïkos (6)  | Olympiacos     | Apollōn Smyrnīs | Kōstas Nestoridīs (AEK) (29)                                              |
| 1962-1963 (27ª) | AEK Atene (3)      | Panathīnaïkos  | Olympiacos      | Kōstas Nestoridīs (AEK) (23)                                              |
| 1963-1964 (28ª) | Panathīnaïkos (7)  | Olympiacos     | AEK Atene       | Dīmītrios Papaïōannou (AEK) (29)                                          |
| 1964-1965 (29ª) | Panathīnaïkos (8)  | AEK Atene      | Olympiacos      | Giōrgos Siderīs (Olympiakos) (29)                                         |
| 1965-1966 (30ª) | Olympiacos (16)    | Panathīnaïkos  | AEK Atene       | Dīmītrios Papaïōannou (AEK) (23)                                          |
| 1966-1967 (31ª) | Olympiacos (17)    | AEK Atene      | Panathīnaïkos   | Giōrgos Siderīs Olympiakos) (22)                                          |
| 1967-1968 (32ª) | AEK Atene (4)      | Olympiacos     | Panathīnaïkos   | Thanasis Intzoglou (Panionios) (24)                                       |
| 1968-1969 (33ª) | Panathīnaïkos (9)  | Olympiacos     | Arīs Salonicco  | Giōrgos Siderīs Olympiakos) (35)                                          |
| 1969-1970 (34ª) | Panathīnaïkos (10) | AEK Atene      | Olympiacos      | Antōnīs Antōniadīs (Panathinaikos) (25)                                   |
| 1970-1971 (35ª) | AEK Atene (5)      | Paniōnios      | Panathīnaïkos   | Giōrgos Dedes (Panionios) (28)                                            |
| 1971-1972 (36ª) | Panathīnaïkos (11) | Olympiacos     | AEK Atene       | Antōnīs Antōniadīs (Panathinaikos) (39)                                   |
| 1972-1973 (37ª) | Olympiacos (18)    | PAOK           | Panathīnaïkos   | Antōnīs Antōniadīs (Panathinaikos) (22)                                   |
| 1973-1974 (38ª) | Olympiacos (19)    | Panathīnaïkos  | Arīs Salonicco  | Antōnīs Antōniadīs (Panathinaikos) (26)                                   |
| 1974-1975 (39ª) | Olympiacos (20)    | AEK Atene      | PAOK            | Antōnīs Antōniadīs (Panathinaikos) (20) Roberto Calcadera (Ethnikos) (20) |
| 1975-1976 (40ª) | PAOK (1)           | AEK Atene      | Olympiacos      | Giōrgos Dedes (AEK) (15)                                                  |
| 1976-1977 (41ª) | Panathīnaïkos (12) | Olympiacos     | PAOK            | Thanasis Intzoglou (Ethnikos) (22) Dimitris Papadopoulos (OFI) (22)       |
| 1977-1978 (42ª) | AEK Atene (6)      | PAOK           | Panathīnaïkos   | Thomas Mavros (AEK) (22)                                                  |
| 1978-1979 (43ª) | AEK Atene (7)      | Olympiacos     | Arīs Salonicco  | Thomas Mavros (AEK) (31)                                                  |
| 1979-1980 (44ª) | Olympiacos (21)    | Arīs Salonicco | Panathīnaïkos   | Dušan Bajević (AEK) (25)                                                  |
| 1980-1981 (45ª) | Olympiacos (22)    | AEK Atene      | Arīs Salonicco  | Kōnstantinos Kouīs (Aris Salonicco) (21)                                  |
| 1981-1982 (46ª) | Olympiacos (23)    | Panathīnaïkos  | PAOK            | Grigoris Haralampidis (Panathinaikos) (21)                                |
| 1982-1983 (47ª) | Olympiacos (24)    | Larissa        | AEK Atene       | Nikos Anastopoulos (Olympiakos) (29)                                      |
| 1983-1984 (48ª) | Panathīnaïkos (13) | Olympiacos     | Īraklīs         | Nikos Anastopoulos (Olympiakos) (18)                                      |
| 1984-1985 (49ª) | PAOK (2)           | Panathīnaïkos  | AEK Atene       | Thomas Mavros (AEK) (27)                                                  |
| 1985-1986 (50ª) | Panathīnaïkos (14) | OFI Creta      | AEK Atene       | Nikos Anastopoulos (Olympiakos) (19)                                      |
| 1986-1987 (51ª) | Olympiacos (25)    | Panathīnaïkos  | OFI Creta       | Nikos Anastopoulos (Olympiakos) (16)                                      |
| 1987-1988 (52ª) | Larissa (1)        | AEK Atene      | PAOK            | Henrik Nielsen (AEK Atene) (21)                                           |
| 1988-1989 (53ª) | AEK Atene (8)      | Olympiacos     | Panathīnaïkos   | Imre Boda (Olympiakos Volos) (20)                                         |
| 1989-1990 (54ª) | Panathīnaïkos (15) | AEK Atene      | PAOK            | Thomas Mavros (Panionios) (22)                                            |
| 1990-1991 (55ª) | Panathīnaïkos (16) | Olympiacos     | AEK Atene       | Dīmītrīs Saravakos (Panathinaikos) (23)                                   |
| 1991-1992 (56ª) | AEK Atene (9)      | Olympiacos     | Panathīnaïkos   | Vasilīs Dīmītriadīs (AEK) (27)                                            |
| 1992-1993 (57ª) | AEK Atene (10)     | Panathīnaïkos  | Olympiacos      | Vasilīs Dīmītriadīs (AEK) (33)                                            |
| 1993-1994 (58ª) | AEK Atene (11)     | Panathīnaïkos  | Olympiacos      | Alexandros Alexandris (AEK) (24) Krzysztof Warzycha (Panathinaikos) (24)  |
| 1994-1995 (59ª) | Panathīnaïkos (17) | Olympiacos     | PAOK            | Krzysztof Warzycha (Panathinaikos) (29)                                   |
| 1995-1996 (60ª) | Panathīnaïkos (18) | AEK Atene      | Olympiacos      | Vasilīs Tsiartas (AEK) (25)                                               |
| 1996-1997 (61ª) | Olympiacos (26)    | AEK Atene      | OFI Creta       | Alexandros Alexandris (Olympiakos) (23)                                   |
| 1997-1998 (62ª) | Olympiacos (27)    | Panathīnaïkos  | AEK Atene       | Krzysztof Warzycha (Panathinaikos) (32)                                   |
| 1998-1999 (63ª) | Olympiacos (28)    | AEK Atene      | Panathīnaïkos   | Demis Nikolaidis (AEK) (22)                                               |
| 1999-2000 (64ª) | Olympiacos (29)    | Panathīnaïkos  | AEK Atene       | Dīmītrīs Nalitzīs (Panionios/PAOK) (24)                                   |
| 2000-2001 (65ª) | Olympiacos (30)    | Panathīnaïkos  | AEK Atene       | Alexandros Alexandris (Olympiakos) (20)                                   |
| 2001-2002 (66ª) | Olympiacos (31)    | AEK Atene      | Panathīnaïkos   | Alexandros Alexandris (Olympiakos) (19)                                   |
| 2002-2003 (67ª) | Olympiacos (32)    | Panathīnaïkos  | AEK Atene       | Nikos Liberopoulos (Panathinaikos) (16)                                   |
| 2003-2004 (68ª) | Panathīnaïkos (19) | Olympiacos     | PAOK            | Giovanni Silva de Oliveira (Olympiakos) (21)                              |
| 2004-2005 (69ª) | Olympiacos (33)    | Panathīnaïkos  | AEK Atene       | Theofanis Gekas (Kallithea/Panathinaikos) (18)                            |
| 2005-2006 (70ª) | Olympiacos (34)    | AEK Atene      | Panathīnaïkos   | Dimitris Salpingidis (PAOK) (17)                                          |

### Super League
| Anno            | Vincitore          | Secondo       | Terzo            | Capocannoniere                                                     |
| --------------- | ------------------ | ------------- | ---------------- | ------------------------------------------------------------------ |
| 2006-2007 (71ª) | Olympiacos (35)    | AEK Atene     | Panathīnaïkos    | Nikos Liberopoulos (AEK) (18)                                      |
| 2007-2008 (72ª) | Olympiacos (36)    | Panathīnaïkos | AEK Atene        | Ismael Blanco (AEK) (19)                                           |
| 2008-2009 (73ª) | Olympiacos (37)    | Panathīnaïkos | AEK Atene        | Ismael Blanco (AEK) (14) Luciano Galletti (Olympiakos) (14)        |
| 2009-2010 (74ª) | Panathīnaïkos (20) | PAOK          | AEK Atene        | Djibril Cissé (Panathinaikos) (23)                                 |
| 2010-2011 (75ª) | Olympiacos (38)    | Panathīnaïkos | AEK Atene        | Djibril Cissé (Panathinaikos) (20)                                 |
| 2011-2012 (76ª) | Olympiacos (39)    | Panathīnaïkos | Atromītos        | Kevin Mirallas (Olympiakos) (20)                                   |
| 2012-2013 (77ª) | Olympiacos (40)    | PAOK          | Asteras Tripolīs | Rafik Djebbour (Olympiakos) (20)                                   |
| 2013-2014 (78ª) | Olympiacos (41)    | Panathīnaïkos | PAOK             | Esteban Solari (Skoda Xanthi) (16)                                 |
| 2014-2015 (79ª) | Olympiacos (42)    | Panathīnaïkos | Asteras Tripolīs | Jerónimo Barrales (Asteras Tripolis) (17)                          |
| 2015-2016 (80ª) | Olympiacos (43)    | PAOK          | Panathīnaïkos    | Kōstas Fortounīs (Olympiakos) (18)                                 |
| 2016-2017 (81ª) | Olympiacos (44)    | AEK Atene     | Panathīnaïkos    | Marcus Berg (Panathinaikos) (22)                                   |
| 2017-2018 (82ª) | AEK Atene (12)     | PAOK          | Olympiacos       | Aleksandar Prijović (PAOK Salonicco) (19)                          |
| 2018-2019 (83ª) | PAOK (3)           | Olympiacos    | AEK Atene        | Euthymios Koulourīs (Atromitos) (19)                               |
| 2019-2020 (84ª) | Olympiacos (45)    | PAOK          | AEK Atene        | Youssef El-Arabi (Olympiakos) (20)                                 |
| 2020-2021 (85ª) | Olympiacos (46)    | PAOK          | Arīs Salonicco   | Youssef El-Arabi (Olympiakos) (22)                                 |
| 2021-2022 (86ª) | Olympiacos (47)    | PAOK          | Arīs Salonicco   | Tom van Weert (Volo) (17) Youssef El-Arabi (Olympiakos) (16)       |
| 2022-2023 (87ª) | AEK Atene (13)     | Panathīnaïkos | Olympiacos       | Cédric Bakambu (Olympiakos) (18) Youssef El-Arabi (Olympiakos) (6) |
| 2023-2024 (88ª) | PAOK (4)           | AEK Atene     | Olympiacos       | Loren (Arīs) (20)                                                  |

## Campionati vinti
| Club           | Titoli | Anni | Note  |
| -------------- | ------ | --- | ----- |
| Olympiacos     | 48     | 1930-1931, 1932-1933, 1933-1934, 1935-1936, 1936-1937, 1937-1938, 1946-1947, 1947-1948, 1950-1951, 1953-1954, 1954-1955, 1955-1956, 1956-1957, 1957-1958, 1958-1959, 1965-1966, 1966-1967, 1972-1973, 1973-1974, 1974-1975, 1979-1980, 1980-1981, 1981-1982, 1982-1983, 1986-1987, 1996-1997, 1997-1998, 1998-1999, 1999-2000, 2000-2001, 2001-2002, 2002-2003, 2004-2005, 2005-2006, 2006-2007, 2007-2008, 2008-2009, 2010-2011, 2011-2012, 2012-2013, 2013-2014, 2014-2015, 2015-2016, 2016-2017, 2019-2020, 2020-2021, 2021-2022, 2024-2025 | [ 5 ] |
| Panathīnaïkos  | 20     | 1929-1930, 1948-1949, 1952-1953, 1959-1960, 1960-1961, 1961-1962, 1963-1964, 1964-1965, 1968-1969, 1969-1970, 1971-1972, 1976-1977, 1983-1984, 1985-1986, 1989-1990, 1990-1991, 1994-1995, 1995-1996, 2003-2004, 2009-2010 | [ 6 ] |
| AEK Atene      | 13     | 1938-1939, 1939-1940, 1962-1963, 1967-1968, 1970-1971, 1977-1978, 1978-1979, 1988-1989, 1991-1992, 1992-1993, 1993-1994, 2017-2018, 2022-2023 | [ 7 ] |
| PAOK           | 4      | 1975-1976, 1984-1985, 2018-2019, 2023-2024 | [ 1 ] |
| Arīs Salonicco | 3      | 1927-1928, 1931-1932, 1945-1946 | [ 1 ] |
| Larissa        | 1      | 1987-1988 | [ 1 ] |

## Posizioni in classifica
Dalla stagione 1959-60.
| Club             | 1º posto | 2º posto | 3º posto |
| ---------------- | -------- | -------- | -------- |
| Olympiakos       | 32       | 15       | 12       |
| Panathinaikos    | 17       | 20       | 14       |
| AEK Atene        | 11       | 18       | 18       |
| PAOK             | 4        | 9        | 9        |
| Arīs Salonicco   | 1        | 1        | 6        |
| Larissa          | 1        | 1        | 0        |
| OFI              | 0        | 1        | 2        |
| Panionios        | 0        | 1        | 1        |
| Apollon Smyrnis  | 0        | 0        | 1        |
| Asteras Tripolis | 0        | 0        | 1        |
| Atromitos        | 0        | 0        | 1        |
| Iraklis          | 0        | 0        | 1        |